# Dogo cubano
Il Dogo cubano, anche Bracco da sangue cubano o Cuban Mastiff, era una razza canina di tipo molossoide originatasi a Cuba durante il periodo coloniale ed ormai estinta. Formatasi dall'incrocio tra mastini, bulldog (da cui il ricorso, tra le altre, anche alla nomenclatura Cuban Bullmastiff) e segugi, veniva utilizzata per dare la caccia agli schiavi fuggiaschi, i cimarrones (it. "cimarroni"). Con la formale abolizione della schiavitù nel 1886, l'allevamento del Dogo cubano cessò.

## Storia
Il dogo sarebbe stato selezionato a partire da animali importati a Cuba dall'Inghilterra al tempo di Filippo II di Spagna. Si potrebbe trattare di un ibrido tra l'Old English Bulldog ed il vecchio mastino spagnolo (i.e. Perro de presa) resosi possibile durante il quinquennio (1554-1558) nel quale Filippo II affiancò Maria I d'Inghilterra quale re-consorte. "Leggendario" luogo di prima selezione della razza sarebbe stato un monastero presso Santiago di Cuba.

I molossi cubani sarebbero poi stati incrociati con il segugio per migliorarne le prestazioni quali cercatori di tracce. Da questo connubio sarebbe nata la razza definitiva del Dogo cubano, la cui origine, dunque, è simile a quella del fila brasileiro o del cimarrón uruguayo, altri ibrido molossoide-segugio sviluppatisi nelle colonie iberiche nel corso del XVI secolo.
La razza era anche nota come "Bracco da sangue cubano" per il suo impiego prettamente deputato alla caccia degli schiavi fuggiaschi, compito per il quale aveva finito con lo scalzare le "normali" razze molossoidi ispaniche.
Durante la Guerra dei cimarroni (1795-1796), il governo britannico di Giamaica importò diversi esemplari di cani da Cuba per snidare le comunità di cimarroni dalle montagne dell'entroterra.

Durante la Guerra seminole (1835-1842) fu il governo statunitense ad importare da Cuba dei bracchi da sangue con relativi conduttori per snidare gli indiani dalle paludi della Florida. In quel clima eccezionalmente umido, i cani non risposero però alle aspettative. Oltretutto, il Segretariato Militare USA, su pressioni dell'opinione pubblica, aveva imposto che i dogo fossero sempre tenuti al guinzaglio e dotati di museruola acciocché non potessero nuocere a donne e bambini.
Nel corso del XX secolo il Dogo cubano scomparve completamente dalla scena, sia perché non più allevato sia perché gli esemplari rimasti vennero utilizzati nel combattimento di cani e, conseguentemente, incrociati con American Pit Bull Terrier ed esemplari di Dogo argentino per migliorare le prestazioni e la taglia degli animali.

## Aspetto
Il dogo aveva una taglia a mezza via tra quella del mastino e del bulldog, con un'altezza al garrese stimabile quindi sui 60 cm. Il muso era corto, largo e bruscamente troncato. La testa era larga e piatta, con labbra profondamente pendulo. Le orecchie erano di dimensioni medie, parzialmente pendule. La coda era piuttosto corta, cilindrica, rivolta verso l'alto ed in avanti in prossimità della punta. Il mantello era di un colore definito "lupo arrugginito", nero sulla maschera facciale, le labbra e le zampe.